# Philautus frankenbergi
Philautus frankenbergi är en groddjursart som beskrevs av Madhava Meegaskumbura och Kelum Manamendra-Arachchi 2005. Philautus frankenbergi ingår i släktet Philautus och familjen trädgrodor. Inga underarter finns listade i Catalogue of Life.